# Trine Hattestad
Elsa Katrine Solberg-Hattestad, detta Trine (Lørenskog, 18 aprile 1966), è un'ex giavellottista norvegese, campionessa olimpica, mondiale (due volte) ed europea della specialità.

## Biografia
Da ragazza Trine Solberg si divideva tra la pallamano e l'atletica leggera, con buoni risultati in entrambi gli sport. Come giavellottista debuttò a livello internazionale ai Campionati europei juniores del 1981, a quindici anni, piazzandosi quinta. L'anno successivo gareggiò agli europei seniores. Nel 1984 partecipò per la prima volta ai Giochi olimpici a Los Angeles, dove arrivò quinta.
Dopo il matrimonio con Anders Hattestad prese il cognome del marito. Al rientro alle gare dopo la nascita del primo figlio nel 1990, Trine Hattestad arrivò presto in vetta alle classifiche mondiali. Nel 1993 vinse il suo primo titolo iridato ai Mondiali di Stoccarda, e l'anno dopo anche il titolo europeo. Ferma nel 1995 per la seconda maternità, ai Giochi olimpici di Atlanta 1996 conquistò la medaglia di bronzo. Nel 1997 si confermò campionessa mondiale.
Nell'aprile del 1999 venne introdotto il nuovo giavellotto, con il baricentro spostato in avanti. Ai Mondiali di Siviglia, nell'agosto di quell'anno, Trine Hattestad non riuscì a vincere il terzo titolo mondiale consecutivo, ma finì comunque sul podio, terza.
L'anno dopo dimostrò di aver preso piena confidenza con il nuovo attrezzo: stabilì per due volte il record mondiale, prima con 68,22 m nel meeting di Roma, migliorandosi poi fino a 69,48 m nel meeting "di casa", i Bislett Games di Oslo. Trine Hattestad chiuse l'annata, e la sua carriera agonistica, vincendo l'unico titolo che ancora mancava nel suo palmarès: la medaglia d'oro olimpica ai Giochi di Sydney 2000.

## Record nazionali

### Seniores
- Lancio del giavellotto: 69,48 m ( Oslo, 28 luglio 2000)

## Palmarès
| Anno | Manifestazione   | Sede        | Evento                 | Risultato | Prestazione | Note            |
| ---- | ---------------- | ----------- | ---------------------- | --------- | ----------- | --------------- |
| 1983 | Europei juniores | Schwechat   | Lancio del giavellotto | Argento   | 61,40 m     |                 |
| 1984 | Giochi olimpici  | Los Angeles | Lancio del giavellotto | 5ª        | 64,52 m     |                 |
| 1987 | Mondiali         | Roma        | Lancio del giavellotto | 24ª (q)   | 55,30 m     |                 |
| 1988 | Giochi olimpici  | Seul        | Lancio del giavellotto | 18ª (q)   | 58,82 m     |                 |
| 1991 | Mondiali         | Tokyo       | Lancio del giavellotto | 5ª        | 63,36 m     |                 |
| 1992 | Giochi olimpici  | Barcellona  | Lancio del giavellotto | 5ª        | 63,54 m     |                 |
| 1993 | Mondiali         | Stoccarda   | Lancio del giavellotto | Oro       | 69,18 m     |                 |
| 1994 | Europei          | Helsinki    | Lancio del giavellotto | Oro       | 68,00 m     |                 |
| 1996 | Giochi olimpici  | Atlanta     | Lancio del giavellotto | Bronzo    | 64,98 m     |                 |
| 1997 | Mondiali         | Atene       | Lancio del giavellotto | Oro       | 68,78 m     |                 |
| 1998 | Europei          | Budapest    | Lancio del giavellotto | 4ª        | 63,16 m     |                 |
| 1999 | Mondiali         | Siviglia    | Lancio del giavellotto | Bronzo    | 66,06 m     |                 |
| 2000 | Giochi olimpici  | Sydney      | Lancio del giavellotto | Oro       | 68,91 m     | Record olimpico |

## Altre competizioni internazionali
1994
- Argento alla Grand Prix Final ( Parigi), lancio del giavellotto - 67,04 m
- Oro in Coppa del mondo ( Londra), lancio del giavellotto - 66,48 m

1996
- 5ª alla Grand Prix Final ( Milano), lancio del giavellotto - 63,78 m

1998
- Bronzo alla Grand Prix Final ( Mosca), lancio del giavellotto - 67,26 m

2000
- Argento alla Grand Prix Final ( Doha), lancio del giavellotto - 65,86 m
- Oro ai Bislett Games ( Oslo), lancio del giavellotto - 69,48 m

## Riconoscimenti
- Atleta europea dell'anno (2000)